# Romana Tedjakusuma
Romana Tedjakusuma (Jambi, 24 de julho de 1976) é uma ex-tenista profissional indonésia.
Romana Tedjakusuma em Olimpíadas fez parceira com Yayuk Basuki em 1996